# Suzanne Cloutier
Pour les articles homonymes, voir Cloutier.
Suzanne Cloutier est une actrice et productrice canadienne née le 10 juillet 1923 à Ottawa et morte le 2 décembre 2003 à Montréal.

## Biographie
Suzanne Cloutier est l'ainée de la famille de six enfants (avec Monique, Claire, Sylvain, Andrée, Bernard) d'Edmond Cloutier, qui fut de 1940 à 1960 Imprimeur de la Reine (du gouvernement fédéral canadien, à Ottawa), et d'Hélène Saint-Denis. Elle est née le 10 juillet 1923. Elle est la cousine germaine de la poétesse Laure Cloutier (1930-1999).
Elle étudie à Montréal au Collège Marguerite-Bourgeoys et à Trois-Rivières. En 1943, elle part pour New York avec un contrat de mannequin pour le magazine Vogue. Elle est bientôt remarquée et se retrouve à Hollywood pour jouer dans Tentation d'Irving Pichel qui met en vedette Merle Oberon et George Brent. Elle joue trois ans aux États-Unis au sein de la troupe de Charles Laughton au théâtre Coronet, dans des productions de Shakespeare, puis est engagée par la Compagnie itinérante de Jean Dasté en 1948.
En 1949, Julien Duvivier lui offre le rôle principal du film Au royaume des cieux. Le film est sélectionné au Festival des films de Venise où Orson Welles la remarque, et lui fait signer un contrat de sept ans[réf. nécessaire].
Elle se voit offrir par Welles le grand rôle de Desdémone dans Othello, d'après la tragédie de Shakespeare, qui fut tourné au Maroc et à Venise, Rome et Paris et, finalement, au terme d'un long parcours, qui sort en 1952. Elle jouera dans The Unthinking Lobster, pièce écrite par Welles et présentée au Théâtre Édouard VII.
En 1950, elle joue avec Gérard Philipe dans Juliette ou la Clef des songes de Marcel Carné. Elle joue aussi dans Derby Day (1951) d'Herbert Wilcox et dans Toubib or not Toubib (Doctor in the House) (1954) de Ralph Thomas. Sous contrat avec la Paramount, elle ne renonce pas au théâtre et produira Waiting for Godot de Samuel Beckett au théâtre de Babylone, dont elle est devenue copropriétaire.
Dès 1953, elle fait partie de la production londonienne No Sign to the Dove de Peter Ustinov qu'elle épousera en 1954. Elle accompagne son mari dans la tournée américaine de son succès Romanoff and Juliet, où elle joue Marfa, et dans les années qui suivent mettra au monde trois enfants. Au début des années 1960, elle joue dans Billy Budd, adaptation pour le grand écran d'Herman Melville où Peter Ustinov joue un des rôles principaux (Post Captain) aux côtés de Robert Ryan et Melvyn Douglas. Ce sera la première apparition au cinéma de Terence Stamp qui, de son propre aveu, doit ce rôle (Billy Budd) à Suzanne Cloutier. Elle participe aussi à Lady L (1965) écrit et réalisé par Ustinov qui donnera le premier rôle à Sophia Loren et Paul Newman. Ses trois maternités (Pavla, Igor et Andrea) compromettront la poursuite d'une carrière pourtant bien engagée.
Après son divorce en 1971, Suzanne Cloutier a joué un rôle de productrice important : elle travaille avec Michel Butler pour présenter la production musicale Hair à Broadway, qui fut un gigantesque succès. Domiciliée à Paris, elle agit en tant que consultante artistique pour des festivals de films, collabore avec l'impresario Nina Carlweiss dans des projets avec Robert Wilson, Peter Brook et Andrei Serban. Elle se rend au Sénégal, au Mali, en Haute-Volta, au Ghana et au Nigéria afin de produire Jammin' in Africa pour le réalisateur Jean-Luc Mazignon. En 1970, elle produira à Paris, au théâtre des Bouffes du Nord, un documentaire musical sur l'extase mystique : Djarahi, également intitulé Sufi Dervishes.
Amie de longue date d'Orson Welles, elle contribuera au financement de deux films de ce réalisateur qui ne verront malheureusement pas le jour. The Other Side of the Wind est une fiction semi-autobiographique de Welles, dans laquelle un réalisateur célèbre - joué par John Huston - tente de trouver le financement de son film. Ce film fut tourné dans les années 1970 avec - entre autres - des fonds iraniens et les autorités françaises en ont saisi le négatif après la chute du Shah. Quant à Don Quixotte, projet mythique filmé sur plusieurs années (1955-1964), Welles ne l'a pas terminé et, après une longue saga financière et juridique, les dix heures de film morcelées entre plusieurs cinémathèques, il est en restauration. Une version de 116 minutes est produite en 1992 par le réalisateur Jesús Franco.
Domiciliée en Californie jusqu'à la fin des années 1980, Suzanne Cloutier retournera vivre à Montréal les quinze dernières années de sa vie. Elle décède des suites d'un cancer du foie.

## Filmographie
- 1946 : Tentation (en) (Temptation) d'Irving Pichel : Yvonne Dupont
- 1949 : Au royaume des cieux de Julien Duvivier : Maria Lambert
- 1950 : Juliette ou la Clé des songes de Marcel Carné : Juliette
- 1951 : Othello d'Orson Welles : Desdémone
- 1952 : Derby Day d'Herbert Wilcox : Michèle Jolivet
- 1952 : Paradise Island (interrompu) :
- 1954 : Toubib or not toubib (Doctor in the House) de Ralph Thomas : Stella
- 1961 : Romanoff et Juliette (Romanoff and Juliet) de Peter Ustinov : Marfa Zlotochienka
- 1985 : Concerto Grosso Modo (court-métrage d'animation) de François Aubry : voix
- 1995 : Souvenirs d'Othello (documentaire) de François Girard : elle-même
- 1997 : Moustaches (Whiskers) (téléfilm) de Jim Kaufman : la femme de l'allée
- 1998 : La Comtesse de Bâton Rouge d'André Forcier : Virginie Beaufort
- 1998 : C't'à ton tour, Laura Cadieux de Denise Filialtrault : l'hôtesse du restaurant